# Koroknyai Virág
Koroknyai Virág (Budapest, 1997. március 3. –) magyar modell, szépségkirálynő. Ő lett 2017-ben Magyarország Szépe. 
A Csik Ferenc Általános Iskolában és Gimnáziumban tanult. Gyermekkorában kezdett el modellkedni, már 12 évesen sikerült kijutnia a Little Miss World versenyre, ahol megszerezte a Little Miss Europe címet. 2015-ben jelentkezett a Magyarország Szépe versenyére, ahol a felkészítő táborban sikerült megszereznie a Miss Talent címet, de a döntő napján csak a Top 5-ig jutott. 2017-ben lett Magyarország Szépe.